# ゲイ (春秋)
郳（げい）は、春秋戦国時代の諸侯国。戦国時代初期に滅亡した。小邾婁国・小邾国とも呼ばれる。

## 起源
殷代より前の時代、黄帝の末裔が邾婁部落を建立した。周の武王が殷を滅ぼすと、邾婁部落は諸侯国として封じられ、邾国を称した。邾国の古都は嶧山（現在の山東省済寧市鄒城市）の南にある。周公旦摂政時期に、諸侯国の勢力を削ぐために、諸侯国を分割統治させた。邾国の武公は周王室に対して功があったため、次男の公子友を郳の地に封じた。これが郳国である。邾国から分割した国でもあるので、小邾国とも呼ばれる。

## 歴代君主
- 公子友（中国語版）
- 郳犂来（中国語版）
- 小邾穆公（中国語版）
- 郳恭公
- 小邾恵公（中国語版）
- 郳哀公（中国語版）（郳公父）